# 爱德华多·杜阿尔德 (曲棍球运动员)
爱德华多·杜阿尔德（西班牙語：Eduardo Dualde，1933年12月1日—1989年6月12日），西班牙男子曲棍球运动员。他曾代表西班牙参加1960年和1964年夏季奥林匹克运动会曲棍球比赛，其中1960年奥运会获得一枚铜牌。

## 家庭
哥哥华金·杜阿尔德。表弟伊格纳西奥·马卡亚。